# Gérard de Villiers
Gérard de Villiers, född i Paris 8 december 1929, död 31 oktober 2013, var en fransk författare, journalist och förläggare. Hans 200 spionromaner i serien Son Altesse Sérénissime har sålts i cirka 100 miljoner exemplar världen över, enligt New York Times. Hans verk har översatts och är särskilt populära i Tyskland, Ryssland, Turkiet och Japan.